# 36036 Bonucci
36036 Bonucci è un asteroide della fascia principale. Scoperto nel 1999, presenta un'orbita caratterizzata da un semiasse maggiore pari a 2,9524963 UA e da un'eccentricità di 0,0473538, inclinata di 2,02646° rispetto all'eclittica.